# كيرت ميلر
كيرت ميلر (بالإنجليزية: Curt Miller)‏ مواليد 6 أكتوبر 1968 في بنسيلفانيا، هو مدرب كرة سلة أمريكي ولاعب معتزل. يدرب فريق كونيتيكت صن في الاتحاد الوطني لكرة السلة النسائية. درب سابقا لوس أنجلوس سباركس.

## إحصائيات المسيرة
| الفريق      | السنة | G  | W  | L  | W–L% | النهاية | PG | PW | PL | PW–L% | النتيجة |
| ----------- | ----- | -- | -- | -- | ---- | ------- | -- | -- | -- | ----- | ------- |
| كونيتيكت صن | 2016  | 34 | 14 | 20 | .412 |         | —  | —  | —  | —     |         |
| المسيرة     |       | 34 | 14 | 20 | .412 |         | 0  | 0  | 0  | –     |         |

## روابط خارجية
- كيرت ميلر على موقع سبورتس رفرنس (الإنجليزية)
- كيرت ميلر على موقع كلية كرة السلة في سبورتس رفرنس.كوم (الإنجليزية)